# Теорема PACELC
Теорема PACELC — расширение теоремы CAP, которое гласит, что в случае разделения сети (P) в распределённой компьютерной системе необходимо выбирать между доступностью (A) и согласованностью (C) (согласно теореме CAP), но в любом случае, даже если система работает нормально в отсутствии разделения (E), нужно выбирать между задержками (L) и согласованностью (C).

## Описание
Теорема PACELC основывается на теореме CAP. Обе теоремы описывают, какие ограничения и компромиссные решения имеют распределённые базы данных в отношении согласованности, доступности и допустимости разделения. Однако, теорема PACELC заявляет, что необходимо идти на компромисс между задержками и консистентностью даже при отсутствии разделения, что обеспечивает более полное представление о возможных компромиссах для распределённых систем.
Требование высокой доступности подразумевает, что система должна реплицировать данные. Пока распределённая система реплицирует данные, возникает необходимость выбирать между согласованностью и задержками.
Теорема PACELC впервые была описана Даниэлем Дж. Абади из Йельского университета в 2010 году в блоге , а также в виде статьи в 2012 году. Основная цель теоремы PACELC — обратиться к его тезису «Игнорирование необходимости выбора между согласованностью и задержкой в реплицируемых системах является основным упущением [в рамках CAP], поскольку необходимость этого выбора присутствует при работе системы всегда, в то время как CAP имеет отношение только к дискутируемо редкому случаю разделения сети».

## Оценка основных СУБД согласно теореме PACELC
Оценки СУБД для
- По умолчанию Dynamo, Cassandra, Riak и Cosmos DB относятся к системам PA/EL: при разделении сети они отказываются от согласованности для большей доступности, а при нормальной работе отказываются от согласованности для более низкой задержки.
- Полностью ACID-системы, такие как VoltDB/H-Store и Megastore, — это PC/EC: они не отказываются от согласованности и будут согласны платить доступностью и задержками, чтобы добиться этого. BigTable и связанные с ним системы, такие как HBase, также являются PC/EC.
- Couchbase предоставляет ряд вариантов согласованности и доступности во время разделения, а также диапазон параметров задержки и согласованности без разделения. В отличие от большинства других баз данных, Couchbase не имеет единого набора API и не реплицирует все службы данных однородно. Для записи Couchbase предпочитает согласованность, а не доступность, что делает ее формально CP, но при чтении появляется больше управляемой пользователем изменчивости в зависимости от репликации индекса, желаемого уровня согласованности и типа доступа (поиск одного документа против сканирования диапазона против полнотекстового поиска и т. Д.) . Вдобавок ко всему, существует дополнительная изменчивость в зависимости от репликации между центрами обработки данных (XDCR), которая берет несколько кластеров CP и связывает их с асинхронной репликацией, и Couchbase Lite, которая является встроенной базой данных и создает полностью мульти-мастер (с отслеживанием версий ) распределенная топология.
- Cosmos DB поддерживает пять настраиваемых уровней согласованности, которые позволяют выбирать между C/A во время разделения сети и L/C в случае нормальной работы. Cosmos DB никогда не нарушает указанный уровень согласованности, поэтому это формально CP.
- MongoDB можно классифицировать как систему PA/EC. В базовом случае система гарантирует, что чтение и запись будут согласованными.
- PNUTS — это система PC/EL.

| DDBS           | P+A | P+C | E+L | E+C |
| -------------- | --- | --- | --- | --- |
| Dynamo         | Да  |     | Да  |     |
| Cassandra      | Да  |     | Да  |     |
| Cosmos DB      | Да  |     | Да  |     |
| Couchbase      |     | Да  | Да  | Да  |
| Riak           | Да  |     | Да  |     |
| VoltDB/H-Store |     | Да  |     | Да  |
| Megastore      |     | Да  |     | Да  |
| MongoDB        | Да  |     |     | Да  |
| PNUTS          |     | Да  | Да  |     |